# Bodo (Gattung)
Bodo ist eine Gattung mikroskopisch kleiner geißeltragender Einzeller aus der Klasse der Kinetoplastiden, die erstmals 1830/1832 von Christian Gottfried Ehrenberg als „Schwanzmonade“ beschrieben wurde;
mit der Typusart Bodo saltans als „hüpfende Schwanzmonade“.
Die seit ihrer damaligen Erstbeschreibung mit der Zeit sehr umfangreich gewordene Gattung wurde seit 2002 einer Reorganisation unterzogen, so dass sie heute nur noch ca. vier Spezies (Arten) umfasst.
Bodo umfasst freilebende, phagotrophe („sich fressend ernährende“, d. h. räuberisch lebende) Organismen, die in vielen Meeres- und Süßwasserumgebungen sowie in einigen terrestrischen Umgebungen vorkommen.
Bodo ernährt sich von Bakterien (und evtl. anderen Mikroorganismen), die er beim Schwimmen in seinen aquatischen Lebensräumen finden.
Die schwimmähnliche Bewegung wird durch die beiden ungleichen Geißeln (Flagellen) ermöglicht, die aus einer vorne (anterior) gelegenen Geißeltasche entspringen.
Bodo ist von ungefähr bohnenförmiger Gestalt und wird aufgrund seiner geringen Größe oft in Proben aus Wasser- oder Landumgebungen übersehen.
Die Gattung (und auch die Typusart B. saltans) ist weltweit vertreten (kosmopolitisch).

## Forschungsgeschichte
Die Gattung wurde ursprünglich 1831 von Christian Gottfried Ehrenberg als eiförmiger Körper mit sehr kurzem Schwanz beschrieben, der durchsichtig ist und die Farbe der aufgenommenen Nahrung erkennen lässt.
Ehrenberg beschrieb auch die Typusart Bodo saltans als grün. Das wurde später jedoch relativiert, als man entdeckte, dass die grüne Färbung von photosynthetischen Bakterien herrührt, die aufgenommen werden. 1988 wurde festgestellt, dass Bodo phagotropher ist und sich von einer ganzen Reihe von Bakterien ernähren kann (mit unterschiedlichen Präferenzen).
2002 unterteilten Simpson et al. die Bodoniden, was zu einer Schrumpfung der Gattung Bodo führte, da die meisten ihrer Arten in andere Gattungen überführt wurden: Bodo wurde in eine neue Ordnung Eubodonida eingeordnet, und bei diesem Wechsel wurden die ursprünglich 149 Arten auf nur noch 4 reduziert, die Gattung Bodo war nunmehr die einzige Gattung der Familie Bodonidae (monotypisch).
Seit 2002 wurden dann wieder ca. 11 neue Arten in die Gattung aufgenommen, von denen jedoch etwa 9 als umstritten gelten.
Auch in die Familie Bodonidae wurde mit Allobodo wieder eine neue Gattung aufgenommen.
Je mehr Untersuchungen über die Arten durchgeführt werden, desto mehr Änderungen werden wahrscheinlich auftreten.
So wird die genaue Stellung der Familie Bodonidae innerhalb der Kinetoplastida immer noch unterschiedlich angegeben,
und selbst nach der Verwendung von Mehrfachgenanalysen gibt es immer noch große Diskussionen über die Platzierung einzelner Arten in der Gattung.
Darüber hinaus gibt es nicht nur in der Gattung Bodo, sondern auch in der (ehemals monotypischen) Familie Bodonidae zahlreiche Kandidatenspezies ohne nähere Zuordnung.

## Habitat und Ökologie
In der Natur findet man Bodo im Meeres- und Süßwasser, aber auch in terrestrischen Umgebungen mit hohem Feuchtigkeitsgehalt, z. B. im Dung (Kot von Pflanzenfressern, vor allem von Huftieren).
Ökologisch steht Bodo nahe der Basis des Nahrungsnetzes, dem die Gattung angehört.
Als Phagotrophe ernähren sich Bodo von Bakterien, sind also bakterivor. Sie nehmen diese auf per Phagocytose (Einverleibung unter Einzellern), was zu einer Farbveränderung des Organismus führen kann, da Bodo selbst durchsichtig ist.
Die Mitglieder der Gattung sind nicht in der Lage sind, ihre eigene Energie zu produzieren (etwa durch Photo- oder Chemosynthese).
Häufig sind die Bakterien phototroph, was bedeutet, dass Bodo (wie alle Pflanzenfresser unter den Landwirbeltieren) zur zweiten trophischen Ebene der Nahrungsnetze gehört, den Phytophagen.
Zu den Beutebakterien der Gattung Bodo gehört Agrobacterium rhizogenes.
Die Typusart B. saltans kann sich von verschiedenen Bakterien ernähren, darunter Aeromonas hydrophila (Aeromonadaceae), sowie nach Mitchell (1988):
- Cytophaga, Flexibacter (Cytophagaceae)
- Moraxella, Acinetobacter (Moraxellaceae)
- Pseudomonas (Pseudomonadaceae)

Dies konnte durch Kultivierung bestätigt werden. Man darf annehmen, dass es in der freien Natur ein relativ großes bakterielles Beutespektrum gibt.
Bodo wird selbst zur Beute von Wimpertierchen der Gattung Euplotes Ehrenberg 1831 Einige Arten, darunter die Typusart B. saltans werden infiziert von Stämmen des Bodo-saltans-Virus (s. u.).
Diese Art beherbergt zudem einen bakteriellen Endosymbionten (s. u.).

## Morphologie
Bodo ist ein mikroskopisch kleiner, biflagellater (doppelt begeißelter), nierenförmiger, einzelliger Organismus, wobei die größten Zellen 8 μm lang und 5 μm breit sind.
Einige der kleineren Typen werden nur 3 μm lang und 2 μm breit.
Die Organismen sind durchsichtig (transparent), ähneln aber aufgrund der Aufnahme photosynthetischer Bakterien oft einer grünen Weintraube.
Zur Gattung Bodo gehören freilebende Organismen, die die Fähigkeit besitzen, sich mit der Spitze ihrer längeren Geißel an einem Substrat festzuhalten. Die normale Funktion dieser Geißel ist zwar in Umgebungen mit reichlich vorbeiströmender Nahrung zu verweilen.
Während des Fressvorgangs wird die kürzere der beiden Geißeln, an der sich in der Regel Mastigoneme (Flimmerhärchen) befinden, in einer schwungvollen Bewegung eingesetzt, um die Bakterien zu den „Wangenläppchen“ (englisch circumbuccal lappets) zu bewegen, die direkt unter der Zellmembran liegen. Diese wickeln sich darum und nehmen die Bakterien in die Mundhöhle auf, wo sie in den Cytopharynx transportiert werden können (siehe Phagocytose §Protisten). Im Cytopharynx werden die Bakterien in Nahrungsvakuolen verpackt, die die Verdauung und Speicherung der Nährstoffe ermöglichen.
Innerhalb der Zelle befindet sich bei Bodo saltans außerdem eine kontraktile Vakuole, ein Kinetoplast, eine Geißelkammer (engl. flagellar pocket), ein Mitochondrium und der Zellkern.
In der Nähe des Kinetoplasten befinden sich acht Mikrotubuli, die für die Unterstützung des Cytopharynx verantwortlich sind.
Es wird vermutet, dass diese Mikrotubuli an der Nahrungsaufnahme beteiligt sind, eine aktive Rolle dabei blieb aber noch unbestätigt.
Das schlingen- oder schlaufenförmige Mitochondrium nimmt einen großen Teil des Innenvolumens der Zelle ein und enthält den Kinetoplasten (ein großes Netzwerk aus zirkulärer DNA).
Nach Kudo (1966) ist Zystenbildung üblich.

## Artenliste
Der hier angegebenen Artenliste liegen folgende Quellen zugrunde (Stand Ende März 2023):
1. N – National Center for Biotechnology Information (NCBI)[3]
2. A – AlgaeBase[4]
3. W – World Register of Marine Species (WoRMS),[5] W:m – marine Art

Bodo Ehrenberg, 1832 (N,A,W)
- Bodo celer G. A. Klebs, 1892 (N)
– nach AlgaeBase und WoRMS wird dieser Name derzeit als Synonym von Alphamonas edax (G. A. Klebs) A. G. Alexeieff angesehen (A,W).
- Bodo edax G. A. Klebs, 1892 (N:ohne Autor)
– nach AlgaeBase und WoRMS wird dieser Name derzeit als Synonym von Alphamonas edax (G. A. Klebs) A. G. Alexeieff (A) respektive Colpodella edax (Klebs, 1892) Simpson & Patterson, 1996 (W) angesehen.
- Bodo rostratus Kent (N,A,W)
- Bodo saltans Ehrenberg, 1832 (N,A,W:m)[2][1][16] mit Synonym Pleuromonas jaculans,[17] Typus
- Bodo uncinatus corr. (Kent) G. A. Klebs (N) mit Schreibvariante Bodo uncinata (Kent) G. A. Klebs (A) und früherem Synonym Heteromita uncinata Kent, 1878 (N)

Weitere Spezies, die teilweise als Mitglieder der Gattung gesehen werden (Auswahl, nach AlgaeBase und WoRMS):
- Bodo acuminatus (Dujardin) Diesing (A,W)
- Bodo brasilianus Skvortzov & Noda, 1972 (A,W:m)
- Bodo curvifilus Griessmann, 1913 (A,W:m)[16] mit Schreibvariante Bodo curvifilis, gilt derzeit als Synonym von Neobodo curvifilus (N)
- Bodo cyclostomus Szabados, 1958 (A,W)
- Bodo cygnus D. J. Patterson & A. G. B. Simpson, 1996 (A,W:m)
- Bodo ellipsoideus Skvortzov & Noda, 1972 (A,W)
- Bodo falcata Skuja, 1956 (A,W)
- Bodo fusiformis Lemmermann, 1908 (A,W)
- B. globosus,
Illustration von 1902Bodo globosus F. Stein, 1878 (A,W:m)
- Bodo intestinalis Ehrenberg (A)
- Bodo lacertae (Grassi) Seligo, 1886 (W)
- Bodo minimus Klebs, 1892 (A,W)
- Bodo obovatus Lemmermann (A,W)
- Bodo ovatus Moroff, 1903 (A,W)
- Bodo parvulus Seckt, 1922 (A,W)
- Bodo platyrhynchus J. Larsen & D. J. Patterson, 1990 (A,W:m)
- Bodo profundus Koppe, 1924 (A,W)
- Bodo repens G. A. Klebs, 1892 (A,W)
- Bodo ruminantium Fantham, 1921 (A,W:m)
- Bodo spora Skuja, 1956 (A,W)
- Bodo triangularis (A.Stokes) Lemmermann, 1908 (A,W)

Nicht-klassifizierter Mitglieder der Gattung mit ihrer vorläufigen Bezeichnung (nach NCBI-Taxonomie):
- Bodo sp. ATCC 50149 (N)
- Bodo sp. CAM23 (N)
- Bodo sp. coconut/BRA/1988 (N)
- Bodo sp. HFCC15 (N)
- Bodo sp. LH-2009a (N)
- Bodo sp. NT-ov3 (N)
- Bodo sp. TGKH8 (N)
- Bodo sp. TGS2 (N)

Bei diesen Vertretern kann es sich um eigenständige, aber auch nur um Stämme bereits bekannter Spezies handeln.
Weitere Spezies, die früher der Gattung Bodo zugerechnet wurden (Auswahl, nach WoRMS):
- Bodo caudatus (Dujardin) Diesing, 1850 (ursprünglich Amphimonas caudatus Dujardin, 1841)
– gilt derzeit als Synonym von Parabodo caudatus (Dujardin) Moreira, Lopez-García & Vickerman, 2004 (A,N,W)
- Bodo saliens J. Larsen & D. J. Patterson, 1990[16] (syn. Bodo angusta sensu Haenel)
– gilt derzeit als Synonym von Neobodo saliens
- Bodo cephaloporus Larsen & Patterson, 1990
– gilt derzeit als Synonym von Ancyromonas sigmoides
- Bodo designis Skuja, 1948[16]
– gilt derzeit als Synonym von Neobodo designis
- Bodo lens (O. F. Müller) Klebs, 1892
– gilt derzeit als Synonym von Kamera lens
- Bodo necator Henneguy, 1884
– gilt derzeit als Synonym von Ichthyobodo necatrix (alias Ichthyobodo necator)
- Bodo perforans Hollande, 1938
– zeitweilig Colpodella perforans (Hollande, 1938) Patterson & Zöllfel, 1991 (W)
– gilt derzeit als Synonym von Chilovora perforans (Hollande, 1938) Cavalier‐Smith & Chao, 2004.[18][19][20]

## Endosymbiose
Überraschenderweise ernähren sich die Mitglieder der Gattung Bodo nicht nur von Bakterien (mit unterschiedlicher Präferenz), sondern beherbergen auch Bakterien als intrazelluläre Symbionten.
Die bakterielle Endosymbiose (Symbiose mit Bakterien als Endosymbionten) ist für die Evolution der Eukaryoten von entscheidender Bedeutung, wobei diese sowohl mutualistische Lebensgemeinschaften (zum gegenseitigen Nutzen), als auch einseitige oder gar parasitäre Verbindungen sein können.
Unter den Kinetoplastida, zu denen die Gattung Bodo von frei lebenden Einzellern gehört, gibt es innerhalb der parasitischen Trypanosomatida (mit der Gattung Trypanosoma) drei Linien, die einen Symbionten der β-Proteobacteria enthalten: die Strigomonadinae und die Gattungen Novymonas (Leishmaniinae) sowie Phytomonas (Phytomonadinae).
Diese Symbionten sind mutualistisch und liefern ihrem Wirt essentielle Aminosäuren und Vitamine.
Parasitische Kinetoplastiden haben Endosymbionten relativ häufig unabhängig voneinander erworben.
Im Jahr 2018 berichteten Samriti Midha und Kollegen über ein von ihnen Candidatus Bodocaedibacter vickermanii genanntes endosymbiotisches Bakterium bei Bodo saltans.
Die Symbiose von B. saltans mit Ca. Bc. vickermanii ist damit das erste Beispiel für eine solche Verbindung bei freilebenden Kinetoplastiden. Im Unterschied zu den früher bekannt gewordenen Endosymbionten der parasitischen Kinetoplastiden gehört Ca. Bc. vickermanii jedoch den α-Proteobacteria an.

## Viren
Mehrere Spezies der Gattung Bodo, insbesondere B. saltans, werden von einem Virus befallen, dem Bodo-saltans-Virus (BsV, wissenschaftlich Theiavirus salishense). Dieses ist möglicherweise das am häufigsten vorkommende Riesenvirus in den Ozeanen.
Die verschiedenen Stämme von BsV sind jeweils nur in der Lage, entweder eine bestimmte Bodo-Spezies oder (wie im Fall von B. saltans) sogar nur bestimmte Stämme der sehr heterogenen Gattung bzw. Art zu infizieren. BsV ist Mitglied der Familie Mimiviridae (im Phylum Nucleocytoviricota, NCLDV) und innerhalb dieser Familie verwandt mit den in Klosterneuburg bei Wien erstmals per Metagenomik identifizierten Klosneuviren (in der NCBI-Taxonomie Unterfamilie Klosneuvirinae). Sein nächster bekannter Verwandter innerhalb dieser Gruppe ist das „Davosvirus“.